# Live Version
Singles de CoCo
Sasayaka na Yūwaku
(1990) News na Mirai
(1991)
 Live Version  est le 5e single du groupe de J-pop CoCo, sorti en 1991.

## Présentation
Le single sort le 1er janvier 1991 au Japon sous le label Pony Canyon, aux formats mini-CD single de 8 cm et K7. Il atteint la 3e place du classement de l'Oricon et reste classé pendant neuf semaines. Il restera le troisième single le plus vendu du groupe.
La version CD du single contient une deuxième chanson, Kamisama wa Ijiwaru ja nai, et la version K7 contient ces deux chansons en "face A" plus ses versions instrumentales en "face B". La chanson-titre figurera sur l'album Straight qui sortira deux mois plus tard. Une version remaniée figurera en 1994 sur l'album Sweet & Bitter, ré-enregistrée sans Azusa Senō et retitrée Live² Version.
Les deux chansons figureront aussi sur la compilation CoCo Ichiban! qui sortira en juillet suivant ; elles seront également présentes sur la compilation CoCo Uta no Daihyakka Sono 1 de 2008. La chanson Live Version figurera aussi sur la plupart des autres compilations du groupe, dont Singles, My Kore! Kushon CoCo Best, et Straight + Single Collection.

## Liste des titres
Toutes les paroles sont écrites par Shun Taguchi.
| 1. | Live Version                                        | Takashi Tsushimi / Satoshi Nakamura | 4:16 |
| 2. | Kamisama wa Ijiwaru ja nai (神様はいじわるじゃない) | Ichiro Hada / Satoshi Nakamura      | 4:34 |

K7
- Side A :  Live Version, Kamisama wa Ijiwaru ja nai
- Side B :  Live Version (Original Karaoke), Kamisama wa Ijiwaru ja nai (Original Karaoke)'